# British Ice Hockey Association
La British Ice Hockey Association (BIHA) venne fondata nel 1913 e fu l'organo regolatore dell'hockey su ghiaccio nel Regno Unito nella stagione 1913–14 e fra il 1923 ed il 1999, quando fu sostituita dalla Ice Hockey UK.
I club fondatori furono Cambridge University, Manchester, Oxford Canadians, Princes e Royal Engineers. Il primo presidente fu B.M. "Peter" Patton.

## Presidenti
- B M "Peter" Patton – 1913–34
- Philip Vassar Hunter – 1934–58
- Sir Victor Tait KBE – 1958–71
- John F "Bunny" Ahearne – 1971–82
- Frederick "Fred" Meredith – 1982–98
- John Fisher – 1998–99